# Стабильность материи
Стабильность материи (стабильность вещества) — задача строгого доказательства того, что большое количество заряженных квантовых частиц может сосуществовать и образовывать макроскопические объекты, такие как обычная материя. Первое доказательство было предоставлено Фриманом Дайсоном и Эндрю Ленардом в 1967—1968 годах, но более короткое и более концептуальное доказательство было найдено позже Эллиоттом Либом и Уолтером Тиррингом в 1975 году.

## Предыстория и история
В статистической механике существование макроскопических объектов обычно объясняется поведением энергии или свободной энергии по отношению к полному числу {\displaystyle N} частиц. Точнее, они должены вести себя линейно в зависимости от {\displaystyle N} для больших значений {\displaystyle N} (термодинамическом пределе). В самом деле, если свободная энергия ведёт себя как {\displaystyle N^{a}} для некоторых {\displaystyle a\neq 1}, то выливание двух стаканов воды даст энергию, пропорциональную {\displaystyle (2N)^{a}-2N^{a}=(2^{a}-2)N^{a}}, что представляет собой огромную величину для больших {\displaystyle N}. Система называется устойчивой второго рода или термодинамически устойчивой, когда (свободная) энергия ограничена снизу линейной функцией от {\displaystyle N}. Верхние границы обычно легко показать в приложениях, и поэтому люди больше работали над доказательством нижних оценок.
Пренебрегая другими силами, разумно предположить, что обычная материя состоит из отрицательных и положительных нерелятивистских зарядов (электронов и ядер), взаимодействующих исключительно посредством кулоновской силы. Конечное число таких частиц всегда коллапсирует в классической механике из-за бесконечной глубины электронно-ядерного притяжения, но может существовать в квантовой механике благодаря принципу неопределенности Гейзенберга. Доказательство того, что такая система термодинамически устойчива, называется проблемой стабильности материи, и это очень сложно доказать из-за большого радиуса действия кулоновского потенциала. Стабильность должна быть следствием эффектов экранирования, но их трудно измерить количественно.
Пусть
{\displaystyle H_{N,K}=-\sum _{i=1}^{N}{\frac {\Delta _{x_{i}}}{2}}-\sum _{k=1}^{K}{\frac {\Delta _{R_{k}}}{2M_{k}}}-\sum _{i=1}^{N}\sum _{k=1}^{K}{\frac {z_{k}}{|x_{i}-R_{k}|}}+\sum _{1\leq i<j\leq N}{\frac {1}{|x_{i}-x_{j}|}}+\sum _{1\leq k<m\leq K}{\frac {z_{k}z_{m}}{|R_{k}-R_{m}|}}}

— квантовый гамильтониан {\displaystyle N} электронов и {\displaystyle K} ядер с зарядами {\displaystyle z_{1},...,z_{K}} и массами {\displaystyle M_{1},...,M_{K}} в атомных единицах. Здесь {\displaystyle \Delta =\nabla ^{2}=\sum _{j=1}^{3}\partial _{jj}} — лапласиан, который является квантовым оператором кинетической энергии. При нулевой температуре вопрос состоит в том, будет ли энергия основного состояния (минимум спектра {\displaystyle H_{N,K}}) ограничена снизу константой, умноженной на общее число частиц:
| {\displaystyle E_{N,K}=\min \sigma (H_{N,K})\geq -C(N+K)\,.} |

Постоянная {\displaystyle C} может зависеть от наибольшего числа спиновых состояний для каждой частицы, а также наибольшего значения заряда {\displaystyle z_{k}}. В идеале она не должна зависеть от масс {\displaystyle M_{1},...,M_{K}}, чтобы иметь возможность рассматривать предел бесконечной массы, то есть в классическом пределе.
Дайсон показал в 1967 году, что если все частицы являются бозонами, то неравенство (1) не может быть верным и система термодинамически неустойчива. Фактически позже было доказано, что в этом случае энергия зависит как-то от {\displaystyle N^{7/5}} вместо того, чтобы быть линейной функцией от {\displaystyle N}. Поэтому важно, чтобы положительные или отрицательные заряды были фермионами. Другими словами, устойчивость материи есть следствие принципа запрета Паули. В реальной жизни электроны действительно являются фермионами, но найти правильный способ использовать принцип Паули и доказать стабильность оказалось чрезвычайно сложно. Майкл Фишер и Дэвид Рюэль формализовали эту гипотезу в 1966 году и предложили бутылку шампанского любому, кто сможет её доказать. Дайсон и Ленард нашли доказательство (1) год спустя и поэтому выиграли пари.
Как было сказано ранее, устойчивость является необходимым условием существования макроскопических объектов, но не означает непосредственно существования термодинамических функций. Действительно, нужно показать, что энергия действительно линейно зависит от числа частиц. Основываясь на результате Дайсона — Ленарда, эта задача была остроумно решена Эллиоттом Либом и Джоэлом Лебовицем в 1972 году.

Доказательство Дайсона — Ленарда «чрезвычайно сложное и трудное» и опирается на глубокие и утомительные аналитические оценки. Полученная константа {\displaystyle C} в (1) также было очень большим. В 1975 году Эллиотт Либ и Вальтер Тирринг нашли более простое и концептуальное доказательство, основанное на спектральном неравенстве, которое теперь называется неравенством Либа — Тирринга. Они вычислили постоянную {\displaystyle C}, которая была на несколько порядков меньше постоянной Дайсона — Ленарда и имела реалистичное значение. Они пришли к окончательному неравенству
| {\displaystyle E_{N,K}\geq -0.231q^{\frac {2}{3}}N\left(1+2.16Z(K/N)^{\frac {1}{3}}\right)^{2}\,,} |

где {\displaystyle Z=\max(z_{k})} — самый большой ядерный заряд и {\displaystyle q} — число электронных спиновых состояний равное 2. Поскольку {\displaystyle N^{1/3}K^{2/3}\leq N+K}, это даёт желаемую линейную нижнюю границу (1). Идея Либа — Тирринга заключалась в том, чтобы ограничить квантовую энергию снизу по методу Томаса — Ферми. Последний всегда устойчив благодаря теореме Эдварда Теллера, которая утверждает, что атомы никогда не образуют связи в теории Томаса — Ферми. Новое неравенство Либа — Тирринга использовалось для ограничения квантовой кинетической энергии электронов через кинетическую энергию Томаса — Ферми равную {\displaystyle \int _{\mathbb {R} ^{3}}\rho (x)^{\frac {5}{3}}d^{3}x}. Теорема Теллера об отсутствии связных состояний фактически также использовалась для ограничения снизу полного кулоновского взаимодействия в терминах более простой энергии Хартри, появляющейся в теории Томаса — Ферми. Говоря о доказательстве Либа — Тирринга, Фримен Дайсон писал позже
″Ленард и я нашли доказательство стабильности материи в 1967 году. Наше доказательство было настолько сложным и неясным, что побудило Либа и Тирринга найти первое достойное доказательство. (. . . ) Почему наше доказательство было таким плохим, а их — таким хорошим? Причина проста. Мы с Ленардом начали с математических трюков и прорубили себе путь через лес неравенств без какого-либо физического понимания. Либ и Тирринг начали с физического понимания и затем нашли подходящий математический язык, чтобы сделать своё понимание строгим. Наше доказательство зашло в тупик. Это были ворота в новый мир идей.″
Подход Либа — Тирринга породил множество последующих работ и расширений на (псевдо-)релятивистские системы, магнитные поля, квантованные поля и двумерные дробную статистику (анионы). Также изучались и улучшалась с годами форма ограничения (1). Например, можно получить константу, не зависящую от числа {\displaystyle K} ядер.